# بلندفورد فورم
latitudeبلندفورد فورمlongitudeبلندفورد فورم
بلندفورد فورم (به انگلیسی: Blandford Forum) یک شهرک در بریتانیا است که در انگلستان واقع شده‌است.

## خصوصیات
بلندفورد فورم ۱۱٬۶۹۴ نفر جمعیت دارد.